# Дубова (Уманський район)
Дубо́ва  (раніше Дубове) — село в Україні, в Уманському районі Черкаської області. У селі мешкає 485 осіб. Входить до складу Бабанської селищної громади.

## Географія
Село розташоване за 25 км на південний схід від районного центру — м. Умань. Землі сільради вздовж двох берегів р. Ятрань.На території села розміщується  приватний ставок. Є декілька площ густо насаджених деревами( люди вручну насаджували,й насаджуюють) в народі  відомих як: 
"Огруд" знаходиться на межі Дубови та Коржівського Кута, попід річку Ятрань та є зоною відпочинку.
"Левчиковий Яр" розташований біля "Лисої гори" та простягається до дороги на Коржівський Кут.
"Коржівський лісок" в якому є залишки єврейських могильних плит,простягається від Коржови попід р.Ятрань до початку Дубови.
Також у селі є  скали,які знаходяться майже по всій території долини річки Ятрань.Місцеві називають їх "Буки на мінімалках" 

## Історія
В книзі 1895 року, автором якої є В.Б.Антонович, яка має назву "Археологічна мапа Київської губернії"  зазначено, що в Дубовій є 4 кургани.
В книзі Похилевича 1864 року "Сказання про населені місцевості Київської губернії" вказано, що Дубова село при р. Ятрані нижче села Коржова 2 верствами. Всього мешканців: православних 900, римських католиків 9, євреїв 329; землі 2045 десятин. В 1808 році Дубову від графа Потоцького купив Феофіл Перетяткевич. Після його смерті в 1850 році маєток розділений на дві частини. Перша належить його сину Фортунату Феофіловичу, а інша внучці Августині Просперовній. Церква Дубова, во ім'я святого Василя великого, невідомо в якому році зведена. В 1840 році її оновлено, а дзвіниця відбудована знову стараннями та видержками купця Василя Лашина і тодішнього священника Фоки Савинського. По штатах зачинена до 6 класу; землі має 47 десятин. 
Засноване в 1515 році.В документальних джерелах село згадується з 1730 року. Певно, воно існувало і раніше, але граничність з Диким полем, яким впродовж віків проходили різні кочові народи, не залишали шансів на виживання тутешнім мешканцям.
З початку XIX ст. століття монопольне володіння Потоцьких Уманщиною почало рушитись. За борги, які з'явились у ході будівництва «Софіївки», у 1808 році село Дубова було продане поміщику Теофілу Перетяткевичу, а з 1832р. за протекцією останнього, село Дубова стає містечком. Тут раз на тиждень, у четвер, відбувався ярмарок, де збували свої товари ремісники (кравці, шевці, ковалі, тощо), єврейська громада утримувала монополію у сфері торгівлі хлібом і горілкою.
Містечко відігравало роль певного економічно-культурного центру для навколишніх сіл. Тут діяли православна церква, при ній церковно-приходська школа, дві синагоги, лікарня з одним лікарем та двома фельдшерами і одною «повивальною бабою», дві аптеки, три постоялих двори, дві казенні винні лавки № 511 і 512, два водяні млини, вітряк, шість кузень, маслобойня, близько двадцяти бакалійних лавок. Потреби населення обслуговувала поштово-телеграфна станція, 2 цирульні, 4 кравецькі та швейні майстерні, одне фотоательє.
На річці Ятрань діяв високопродуктивний борошномельний вальковий млин, що належав поміщику Грабовицькому, на якому працювало 18 робітників.
У 1850 році, після смерті поміщика Теофіла Перетяткевича земельні володіння Дубової розділено на дві частини між спадкоємцями – сином Фортунатом Феофіловичом та внучкою Августиною Просперівною.
Після відміни кріпосного права з 1861р., містечко стало адміністративним волосним центром з дільничним поліційним управлінням та з одною, на всю волость, двокласною (п’ятирічною) школою. В її перших трьох початкових класах (станом на 1912р.) навчалося всього 141 учні.
Оскільки селянська реформа, повністю не вирішувала земельного питання, хвиля суспільно-політичного руху не спадала, а навіть загострювалася. Активізувалася діяльність польської шляхти за звільнення з-під влади Російського царату. Повстання польських патріотичних сил почалося у січні 1863 року. Підтримували ідеї польської шляхти і Перетяткевичі. На придушення повстання царизм кинув велику й добре озброєну армію. У нерівному бою, біля с.Соловйовка Радомишльського повіту 29 квітня 1863 року загинув молодий панич Адольф Перетяткевич (син Фортуната).
У 1890р. до Умані проведено залізничну колію. Це сприяло збільшенню вивозу з України сільськогосподарських продуктів поміщицьких господарств. Зріс попит на пшеницю, худобу. Значні земельні угіддя Дубової почали засівати цукровим буряком для низки цукроварень, які збудували в цьому краї.
Безземельні або малоземельні селяни працювали в панських економіях, в кузнях, яких у Дубовій було 6, наймалися до заможних власників млинів, ходили на заробітки в Херсонську губернію, тощо.
Барон і відставний генерал Григорій Федорович Меєндорф, відомий меценат, що керував дворянством Уманського повіту у 1904р., на власні кошти, збудував місцеву лікарню, яка працює й донині. При ній закладено парк.
Соціально-економічна нерівність, політичний гніт викликали обурення селянської бідноти існуючими порядками. У 1905-1907 рр. в Дубовій виникла соціал-демократична група, до складу якої ввійшли місцеві селяни-бідняки: Лисун Омелян, Антон Євдокимович Кузьменко, Теофан Олександрович Коваленко, А.Збаржевський (останній брав участь у повстанні на ескадреному броненосці «Потьомкін», де служив юнгою). Група вела широку політичну агітацію, розповсюджувала прокламацію «Товариші робочі і селяни!», в якій закликалося до скинення самодержавства в Російській імперії.
З приводу цих подій, у тогочасному донесенні міністрові внутрішніх справ П.А.Столипіну, Київський губернатор В.А. Сухомлинов 4 липня 1906р. писав: «В Дубовій рух селян підтримується важкими економічними умовами… На ґрунті господарських злиднів успішно прищеплюється всяка злочинна агітація. Треба провести низку арештів, для яких точні відомості і вказівки дані попом і місцевою сільською владою. Віцегубернатор дав інструкцію справникові та приставу і, мабуть, таємна організація незабаром буде виявлена і затримана» [Второй период революции 1905-1907гг. Ч.2, кн..3. – Москва, 1963, вид.АН СРСР, стор.106-109].І дійсно, незабаром Омельяна Лисуна вислали у заслання на два роки до Олонецької губернії [ЦДІА УРСР. Фонд Київської губернії жандармського управління. Ф.274, оп. І, спр. 1054, арк. 530], арештовано А.Збаржевського та Т.О.Коваленка, у яких знайшли листівки революційного характеру [ЦДІА УРСР. Фонд Київської губернії жандармського управління. Ф.274, оп. І, спр. 1969, арк. 1-12].
На початку березня 1918 р. містечко окупували австрійсько-німецькі війська, згодом влада перейшла до повітового комісара уряду Директорії. Влітку 1919 року у Дубовій був вчинений єврейський погром і розвалений центр містечка. Радянська влада утвердилася у Дубовій на початку 1920 року.
У 1929 році у Дубовій почалася колективізація, створено ТСОЗи, які в 1931 році були реорганізовані у сільськогосподарські артілі. З 1934 року була створена МТС.
 Під час Голодомору 1932—1933 років, тільки за офіційними даними, від голоду померло 500 мешканців села.

### Друга світова війна
185 жителів села брали участь у Другій світовій війні, з них 62 — загинули, 93 — нагороджені орденами й медалями.
В селі встановлено два обеліски воїнам-односельчанам, загиблим у війні.
У кінці липня 1941 року у Дубову ввірвалися німецько-фашистські окупанти. 93 жителі були насильно вивезені до Німеччини
У повоєнні роки відбудовувалось зруйноване народне господарство, тривало колгоспне будівництво. У 1958 році були об'єднані господарства сіл Дубова, Вільшана Слобідка, Коржовий Кут, Коржова та Вільшанка до одного колективного під назвою «Ленінський шлях». У 80-х роках господарства цих сіл знову стали самостійними.
За часів незалежності до 75-ї річниці голодомору в селі, на місці поховання, було встановлено пам'ятний знак «Жертвам голодомору 1932-1933 років». Закатовані голодом близько 500 жителів Дубової. 
У 2008 році встановлено монументальну споруду на честь закатованих єврейських родин с.Дубової (винищено близько 2500 євреїв). 

### Сучасний стан
На теперішній час у селі працює Дубівський ліцей та прилеглий до нього дитячий садок,лікарня та аптека,будинок культури,бібліотека,сільська рада.
Православна церква Казанської ікони Божої Матері (у селі священик не живе).Працює ГЕС технології якого є модернізованими.

## Сільські голови
- Борщов Леонід Федорович (1984—1986);
- Поліщук Марія Василівна (1986—2005);
- Кобизський Юрій Михайлович (2005—2013
- Яцина Олександр Петрович (2014-2020)
- староста Мединський Ігор Андрійович (2020-2021)
- Гандзюк Світлана Григорівна (2021-до нині)

## Відомі люди
В селі народилися:
- Мельник Леонід Герасимович (1929-2017) — український історик.
- Оратовський Михайло Тимофійович (1905—1966) — відомий український вчений-селекціонер, автор багатьох сортів фруктових дерев.
- Петрашевич Галина Львівна (1903—1999,Київ) — український скульптор, заслужений діяч мистецтв УРСР, народний художник УРСР.

Пов'язані з селом:
- Тут провів дитячі та юнацькі роки і закінчив школу Тереверко Георгій Семенович — один із перших українських планеристів.